# تعنك
تِعنّك هي قرية فلسطينية كنعانية تقع شمال غرب جنين، على بعد 13 كم، وترتفع عن سطح البحر 185 متر، تُشرف على سهل مرج ابن عامر غربي مدينة جنين، وتقع على الخط الأخضر. تعتبر هذه القرية من أقدم القرى، وتحتوي على العديد من الآثار الكنعانية، وكانت في العهد الروماني مدينة صغيرة، وفي حروب الفرنجة كانت قلعة من قلاع البلاد.تبلغ مساحة أراضيها 5000 دونم ويحيط بها أراضي قرى عانين ورمانة وزبوبة وسيلة الحارثية واليامون ومقيبلة والمزار وزرعين والعفولة.

## سبب التسمية
سميت القرية بهذا الاسم نسبة إلى البقعة التي كانت عليها بلدة تعنك الكنعانية ومعناها أرض رملية، ونسبة لورودها في الأسفار التوراتية وبعض كتب الإنجيل، ويعني ذلك في اللغة الكنعانية الأرض الطينية الرملية الخصبة، وذلك لأنها تُشرف على أرض سهل مرج بن عامر، واسمها منقوش على أحد أهرامات مصر حيث وقع ملكها صلحا مع فرعون مصر تحتموس الثالث.

## التاريخ

### العهد العثماني
تم دمج مدينة تعنك مثل بقية فلسطين، في الإمبراطورية العثمانية في عام 1517، خلال القرنين السادس عشر والسابع عشر، كانت تعنك تنتمي إلى إمارة تراباي (1517-1683)، التي شملت أيضًا وادي يزرعيل، وحيفا، وجنين، ووادي بيت شان، وشمال جبل نابلس، وبلاد الروحا راموت منشيه، والجزء الشمالي من سهل شارون. في إحصاء 1596 ظهرت القرية باسم تعنيق، وتقع في ناحية شعارا في لواء اللجون. كان عدد سكانها 13 أسرة، جميعهم مسلمون. وكانوا يدفعون ضرائب على المنتجات الزراعية، بما في ذلك القمح والشعير والمحاصيل الصيفية والماعز وخلايا النحل، بالإضافة إلى الإيرادات العرضية، بإجمالي 7000 آقجة.في عام 1838، تم تسجيل تعنك كقرية إسلامية في قضاء جنين، ولم تكن تحتوي إلا على عدد قليل من العائلات، ولكن قيل أنها كانت أكبر بكثير، وتحتوي على أطلال.
في عام 1870 وجد فيكتور جورين أن القرية تتكون من عشرة منازل، ووصفها كذلك على النحو التالي، في السابق كانت الجوانب الجنوبية والهضبة العليا بأكملها للتلة المستطيلة التي تقع عليها القرية مغطاة بالمباني، يوجد أسفل القرية مسجد صغير، وهو عبارة عن كنيسة مسيحية قديمة، وهي تقع في الواقع إلى الشرق والغرب، يوجد العديد من الصهاريج المنحوتة في الصخر، وبئر يسمى بئر تانوك. بحلول عام 1917 أصبحت القرية موطنًا لثماني مجموعات عائلية تقيم في 17 منزلًا مكونًا من غرفة واحدة.

### الانتداب البريطاني
في تعداد فلسطين عام 1922، الذي أجرته سلطات الانتداب البريطاني، بلغ عدد سكان تعنك 65 نسمة، جميعهم مسلمون. في تعداد عام 1931 كان عدد سكانها 64 نسمة، جميعهم مسلمون، في إجمالي 15 منزل، وفي إحصاءات عام 1945 قُدر عدد السكان بنحو 100 مسلم و32263 دونمًا من الأراضي، وفقًا لمسح رسمي للأراضي والسكانوقد تم استخدام 452 دونمًا للمزارع والأراضي القابلة للري، و31301 دونمًا للحبوب في حين بلغ إجمالي الأراضي المبنية والحضرية 4 دونمات، بالإضافة إلى الزراعة، مارس السكان تربية الحيوانات التي شكلت مصدرًا مهمًا للدخل بالنسبة للمدينة، وفي عام 1943 كانوا يمتلكون 39 رأسًا من الماشية، و4 جمال، و14 حصانًا، وبغلًا، و20 حمارًا، و168 دجاجة، و15 حمامة.

### السيطرة الأردنية
في أعقاب نكبة عام 1948، وبعد اتفاقيات الهدنة عام 1949، أصبحت تعنيك تحت الحكم الأردني. وجد تعداد السكان الأردني لعام 1961 أن عدد السكان بلغ 246 نسمة.

### الاحتلال الإسرائيلي للقرية
بلغت مساحة أراضي تعنك تاريخياً 32263 دونم، لكن بقي منها فقط 5000 دونم بعد أن قامت سلطات الاحتلال الإسرائيلي بالسيطرة على بقية المساحة بموحب اتفاقية الهدنة عام 1949، حيث أن الخط يمر على الاأراضي الشمالية، والشمالية الغربية، والشمالية والشرقية للقرية. تم احتلال القرية في حرب عام 1967، وفيما بعد في اتفاقية أوسلو عام 1993، وقعت معظم أراضي تعنك ضمن منطقة (C) كما أن جدار الفصل العنصري يمر ضمن أراضيها وهو ما يعرضها لانتهاكات واقتحامات دائمة من قبل جيش الاحتلال الإسرائيلي.

## السكان
قُدر عدد السكان في القرية في عام 1922 65 شخص، وعام 1967 حوالي 294 نسمة، وفي عام 1987 أصبح عدد سكانها 662 نسمة، وحسب الاحصاء الفلسطيني لعام 2017 قدر عدد سكانها ب 1500 نسمة، ويعود أصل سكانها إلى سيلة الحارثية ويعبد وبيت نتيف.
اعتمد سكان القرية على الزراعة البعلية المختلطة، لتي كان من محاصيلها الذرة البيضاء والسمسم والبطيخ، اضافة للزراعة التقليدية كزراعة القمح، وأشجار الزيتون.

## المعالم الأثرية
احتوت القرية على تل انقاض، ومدافن ومغر منقورة في الصخر ونحت ونقر في الصخور، وتحوي آثارا كنعانية مختلفة، والكهوف التي كانت تستعمل كمساكن ومقابر واسطبلات للخيول، إضافة إلى الآبار التي كانت تستعمل لجمع مياه الأمطار وحفظ الغلال، يوجد في القرية آثار لعدد من الحضارات المختلفة التي مرت عبر أراضيها منها:
- الآثار الكنعانية والفينيقية وتم الاستدلال عليها من الأواني الزجاجية والفخارية والبرونزية الموجودة داخل كهوف القرية.

- الحضارة الرومانية والبيزنطية وتم التعرف عليها من قبورها الموجودة في الكهوف إضافة إلى وجود الأخاديد والتوابيت التي تعود لأصحاب الثروة والجاه.
- الحضارة الفرعونية التي وصلت بقيادة تحتمس الثالث الذي وقع عهدا مع الأهالي وكتب ذلك على أحد أهرامات مصر.
- آثار ما زالت قائمة حتى اللحظة وهي: مسجد القرية، وسور التل، ومنطقة السرايا، والحمام، والكهوف التي كانت تستعمل كمساكن ومقابر واسطبلات للخيول، والآبار التي كانت تستعمل لجمع مياه الأمطار وحفظ الغلال.

## المؤسسات التعليمية
يوجد في القرية مدرستان أساسيتان للذكور وللإناث، ويقوم طلبة القرية بتكميل تعليمهم الثانوي في مدارس قرية السيلة الحارثية الواقعة بجوار القرية، وتعتبر نسبة التعليم الجامعي في القرية مرتفعة جدا على مستوى محافظة جنين.

## وصلات خارجية
- فلسطين في الذاكرة/ تعنك